# Округ Досон (Монтана)
Досон (енгл. Dawson County) је округ у америчкој савезној држави Монтана.

## Демографија
По попису из 2010. године број становника је 8.966, што је 93 (-1,0%) становника мање него 2000. године.
| Група             | 2000.         | 2010.         |
| Белци             | 8.786 (97,0%) | 8.477 (94,5%) |
| Афроамериканци    | 23 (0,3%)     | 27 (0,3%)     |
| Азијати           | 12 (0,1%)     | 27 (0,3%)     |
| Хиспаноамериканци | 81 (0,9%)     | 178 (2,0%)    |
| Укупно            | 9.059         | 8.966         |